# Dimitrios Stavrou

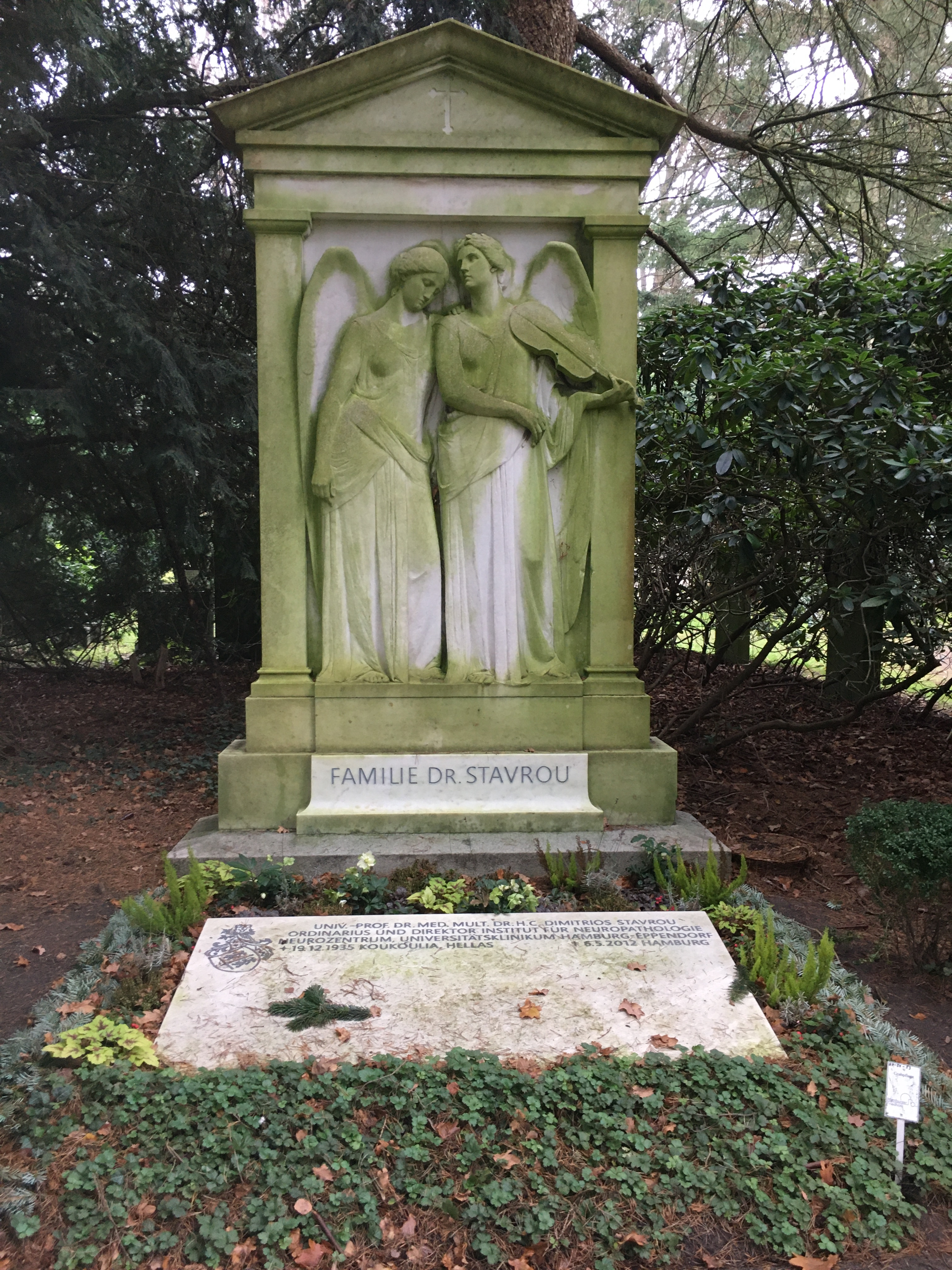
Grabstätte Dimitrios Stavrou auf dem Friedhof Ohlsdorf

Dimitrios Stavrou (* 19. Dezember 1935 in Koukoulia, Region Epirus; † 6. Mai 2012 in Hamburg) war ein griechischer Neuropathologe.

## Leben
Dimitrios Stavrou studierte zunächst Medizin an der Aristoteles-Universität Thessaloniki und der Universität Wien und kam anschließend nach Deutschland, um an der Ludwig-Maximilians-Universität München ein weiteres Studium der Neuropathologie zu absolvieren. Zu Forschungszwecken arbeitete Stavrou an den Universitäten in Göteborg, Rom und am Massachusetts General Hospital in Boston.
Zurück in Deutschland, übernahm Stavrou 1980 die Leitung der Abteilung für Klinische und Experimentelle Neuroonkologie am Klinikum Bogenhausen in München. 1984 wurde er mit seiner Dissertation über Neoplastische In-vitro-Transformation fetaler Hirnzellen des Menschen habilitiert. 1989 erhielt er einen Lehrstuhl am Universitätsklinikum Hamburg-Eppendorf und stand dem Institut für Neuropathologie bis zu seiner Emeritierung Ende 2005 als Direktor vor.
Stavrou arbeitete umfangreich in der Tumorforschung. Anhand seines Modells der experimentellen transplazentaren Induktion von Hirntumoren bei syngenen Tieren, ermöglichte er die Beschreibung verschiedener Stadien der Tumorentwicklung. War Stavrou in München im Sonderforschungsbereich 51 eingebunden, so baute er in Hamburg das Pathologische Institut zu einem Neurozentrum aus, in der die Neurochirurgie, die Neurologie und Neuropathologie ihren Zusammenschluss fanden. Damit gelang ihm die europaweit erste Akkreditierung einer solchen Einrichtung.
Nach seiner Emeritierung beteiligte sich Stavrou an verschiedenen Buchprojekten. 76-jährig erlag er einem Krebsleiden und wurde auf dem Hamburger Friedhof Ohlsdorf im Planquadrat R 7 beigesetzt.

## Auszeichnungen
- 1976: Curt-Bohnewand-Preis für Krebsforschung an der Ludwig-Maximilians-Universität München[2]
- 2005: Verleihung der Ehrendoktorwürde durch die Nationale und Kapodistrias-Universität Athen für sein Lebenswerk

## Veröffentlichungen (Auswahl)
- 1984: Neoplastische In-vitro-Transformation fetaler Hirnzellen des Menschen (Hochschulschrift)
- 2010: Immune Biology Of Brain Tumors (Herausgeber), Dustri-Verlag, Oberhaching, ISBN 978-3-87185-401-9